# Диспуты между евреями и христианами

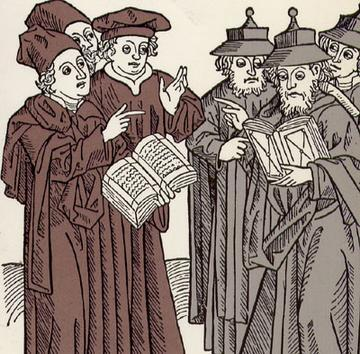
Гравюра на дереве Иоганна фон Армсхайма, 1483. Евреи узнаваемы по навязанным им остроконечным головным уборам

Диспуты между евреями и христианами — форма иудейско-христианской религиозной полемики в поздней Античности и Средневековье, появившаяся с момента выделения христианства из иудаизма в самостоятельную религию. Бытовала как в качестве литературного жанра, так и в очном виде.
В понятиях телеологического мировоззрения победить в средневековом диспуте или турнире вообще, было невозможно, если позиция стороны считалась заведомо неверной. Состязания не стремились выявить, какая сторона действительно победит, их целью было продемонстрировать читателям или зрителям «несостоятельность» оппонента в сравнении с «абсолютной истиной» своей религии. С точки зрения христиан, диспуты должны были способствовать одной из теологических целей — добровольному обращению евреев в христианство. В Европе евреев принуждали принимать участие в публичных диспутах и выслушивать миссионерские проповеди, что среди прочего способствовало межрелигиозной враждебности. В свою очередь в еврейской литературе также существовала антихристианская полемика.
В позднеантичную эпоху был распространён жанр спора-диалога между евреем и христианином; впоследствии он стал редким. Как часто наблюдается в текстах Aduersus Judaeos, «еврей» не был реальным человеком, поскольку диалог являлся вымышленным.
В раннем Средневековье в терминах иудейско-христианских дебатов произошли значительные изменения, вызванные выходом на сцену третьей стороны, ислама, и обращением в монотеизм варварских народов, что для последних создавало возможность «выбора» между конкурирующими религиями.
Религиозные дебаты между христианами и иудеями основывались почти исключительно на еврейских писаниях — общих священных текстах обеих религий. Поднимались одни те же вопросы, оспаривались те же отрывки из писаний. Более широкие вопросы, поднятые иудеями, касались методологии: могут ли христиане выдвигать убедительные аргументы, основанные на еврейских писаниях, не зная оригинального еврейского текста; могут ли библейские стихи относиться как к лицам и событиям в древности, так и к событиям, которые произошли во время жизни Иисуса из Назарета.

## Жанровые особенности
В связи со значительной жанровой неоднородностью антииудейских текстов, дискуссионным является вопрос, какие из них являются полемическими, а какие адресованы христианской аудитории. Как правило, к полемическим относят только произведения в форме диалога, но существует также тенденция не ограничивать рассмотрение отдельными литературными формами. По мнению немецкого богослова Адольфа фон Гарнака и ряда других исследователей, указывающих на стереотипный характер произведений, целью антииудейской полемики изначально не было обращение иудеев, и литература данного жанра решала исключительно внутрихристианские задачи. В такой парадигме назначением трактатов было исключение неверного понимания Священного писания. С риторической точки зрения, высказывание от имени вымышленного иудея образовывало известный из учебников красноречия приём этопеи (имперсонации). Использование иудеев в качестве антагониста позволяло читателю сделать правильный выбор в обсуждаемом вопросе. С другой стороны, в таком случае не вполне понятно, в чём состояло педагогическое значение выбора именно иудеев в качестве формальных оппонентов. В более новых исследованиях антииудейские произведения рассматриваются как отражение реально имевших место иудео-христианских взаимоотношений. Та же самая проблема разграничения апологии от полемики характерна и для еврейских произведений, хотя считается, что в них всё же преобладает защита иудаизма от нападок иноверцев.

## Античность
Диспуты эпизодически возникали с поздней Античности. Один из первых — диспут еврея Трифона (Тарфона) и Иустина-мученика, который происходил во время восстания Бар-Кохбы. В «Диалоге с Трифоном» середины II века Иустин изложил основные аргументы в христианской полемике против иудеев. В этом произведении он заявляет, что отрицание еврейского закона было предсказано ещё в ветхозаветные времена (Ис. 51:4, 5), что христиане — это «истинный духовный Израиль и род Иуды, Иакова, Исаака и Авраама», и обвиняет евреев в том, что они «распяли Его, единого непорочного и праведного человека». По мнению французского историка М. Симона, именно отсюда берёт начало «христианский антисемитизм», когда ответственность за смерть Христа возлагалась на весь еврейский народ.
Представителями жанра являются «Диалог с иудеем Трифоном» Иустина Мученика (ок. 160) и приписываемый Аристону Пелльскому утраченный «Диалог Иасона с Паписком» (между 135 и 178). Бесплодность споров с иудеями стала очевидной уже к концу II века. Тертуллиан писал: «в недавнем времени произошёл спор между одним Христианином и иудейским прозелитом. Спор продолжался с той и другой стороны до самого вечера, но ничем определённым не кончился» («Против иудеев», 1). Идеи Тертуллиана нашли широкое признание в святоотеческой традиции.
Известен греческий «Диалог Тимофея и Акилы», который как и другие антиеврейские диалоги, представлен как описание реального спора, имевшего место, как заявлено в его пространной редакции, в Александрии во времена Кирилла Александрийского. Библия является важным источником в диалоге, как и во всех других иудейско-христианских диалогах, которые сохранились. Цитаты из Священного Писания служат главным средством в защите позиции каждой из сторон и цитируются обычно в виде текстов-доказательств без особого обоснования. В тексте содержится более трёхсот ссылок на отрывки из Ветхого Завета. Наиболее часто цитируемыми книгами являются Исаия и Псалтирь, на которые приходится более половины всех цитат. В некоторых антиеврейских диалогах наблюдается использование эмоций в полемических целях. Так в «Диалог Тимофея и Акилы» начинается с эмоциональной сцены, которая задает тон для дебатов.
Внутрихристианские разногласия, вызванные спором относительно принятия решений Халкидонского собора, коснулись и евреев — в 455 году император Маркиан издал два эдикта, запрещающих вести религиозную полемику в присутствии евреев и язычников. Маловероятно, чтобы этот запрет означал, что евреи каким-то образом принимали участие в ожесточённых спорах православных с монофизитами, но впоследствии на Западе эти законы истолковывались как запрет на диспуты между христианами и евреями.
Некоторые учёные поставили под сомнение реальность диалогической культуры в конце Античной эпохи. Они утверждали, что поздняя Античность характеризовалась растущим контролем над свободомыслием и упадком любых реальных дебатов. В противовес этой точке зрения другие учёные отстаивали более оптимистичную интерпретацию поздней античности, подчёркивая важность дебатов в новом христианском обществе, что иллюстрируется частными и публичными диспутами, с одной стороны, и диалогическими текстами, с другой. Ставился вопрос, в какой степени древняя литература, посвящённая иудейско-христианскому спору, включая диалоги, отражает реальное столкновение.
Позднеантичные диалоги, составленные христианами против евреев и иудаизма, рассматриваются в первую очередь как литературные артефакты, а не стенографические протоколы реальных публичных дебатов. Эта полемика, по всей вероятности, адресована в основном, хотя и не исключительно, христианским читателям. В некоторых случаях евреи могут также служить фоном для внутреннего христианского конфликта. Это же относится и к непропорциональной роли евреев в дебатах относительно почитания икон. В III веке Ориген в своём Contra Celsum утверждал, что еврей, которого Цельс использовал для нападок на христианство в его антихристианском труде II века, «Истинное слово», имеет характер, несовместимый с «характером» еврея.

## Средние века

### Состязание вер
Одним из новых явлений в еврейско-христианской полемике стало её включение в универсальный средневековый сюжет, известный как conversion narratives — рассказ о «выборе веры». Жанр, широко распространённый и на западе, и на востоке Евразии. Обязательным элементом такого рассказа являлся диспут между приглашёнными к иноземному двору представителями разных религий. Организатором и арбитром диспута выступал правитель языческой страны, равноудалённый от участников полемики. Он выслушивал и сравнивал аргументы, после чего переходил в наиболее «убедительную» веру и обращал в неё свой народ. Вопрос об исторической реальности самих диспутов сложен и в каждом случае решается отдельно. Важнее, что наряду с традиционными там содержались совершенно новые аргументы, далёкие от богословия, но понятные сознанию варваров. Среди характерных: мотив обретения или утери военного могущества, сравнение религий с точки зрения их практической полезности, ссылки на чудеса, талант миссионера, действующего по Божьему промыслу в глазах своей аудитории, или лукавого хитреца для проигравшей стороны.
В VI веке известно о диспуте Григория Омиритского с евреями Химьяра. Святитель Григорий опроверг все доводы еврейского старейшины, раввина Ервана, используя тексты только Ветхого Завета. В ответ на дерзкое требование Ервана воочию показать Бога, он молитвой добился этого чуда.
В Хазарском каганате религиозный диспут завершился победой иудаизма. Хазарская полемика в ряду других уникальна тем, что её описание сохранилось со всех четырёх участвующих сторон: собственно хазарской, еврейской, исламской и христианской. Это даёт возможность сравнить, как каждая традиция объясняла своим читателям успешность иудаизма, в том числе в христианско-иудейской части спора.
По хазарской и еврейской версии раввин сумел столкнуть своих противников, поставить их в невыгодное положение. Он заставил христианина согласиться, что иудаизм лучше ислама, а мусульманина — что иудаизм лучше христианства. Епископ в своей речи перечислил чудесные события библейской истории: Исход евреев из Египта, переход через Красное море, манну, дарование Торы и строительство Храма. В итоге правитель хазар предпочёл иудаизм как самую древнюю и престижную (ивр. mekhubad‎) религию. Описание диспута дано в «Еврейско-хазарской переписке» в Х веке. Это первый случай использования в литературе на иврите полемического аргумента о признании библейской традиции христианами и мусульманами.
У мусульманского испано-арабского писателя ал-Бакри полемика между раввином и епископом описана аналогичным образом. Епископ признал правоту раввина, истинность всех событий, изложенных в Торе. В трактате иранского богослова ал-Джаббара победа объяснена иначе. Тем — что христианская религия в сравнении с еврейской слишком проста в плане ритуалов. По мысли автора, такая религия ни к чему не обязывает своих последователей. Христиане обращают других в свою веру только с помощью лживых чудес или насильно.
Христианская версия изложена в «Житии Константина (Кирилла)», создателя славянской письменности. В 861 году к хазарскому кагану из Византии была направлена христианская миссия во главе с Константином. Сказано, что миссия стала ответом на посольство от хазар, попросивших прислать к ним проповедника, который мог бы победить в диспуте о вере иудеев и мусульман. В случае победы христианского участника хазары обещали перейти в христианство. В житии подробно описываются прения Константина с раввином. Они обсуждали Троицу, может ли Бог вместиться в утробу человека, может ли Бог переменить свой завет, разницу между законом и заветом, разницу между идолом и иконой. Искусно ссылаясь на примеры из Ветхого Завета, Константин ответил на все коварные вопросы, победив в диспуте, однако каган не переменил веры, и Константин вернулся ни с чем.
Тексты хазарской полемики оказали влияние на дальнейшее развитие и еврейской, и восточно-христианской (прежде всего древнерусской) полемической литературы. Сказание о выборе веры киевским князем Владимиром — о прениях с болгарами-мусульманами, немцами-латынянами и хазарскими иудеями, которое помещено в «Повести временных лет» под 986 годом, имеет различные трактовки в историографии. Отмечаются его сюжетные параллели с рассказом «Еврейско-хазарской переписки». Однако для древнерусской книжности более существенной являлась кирилло-мефодиевская традиция, содержащая сведения о прениях Кирилла-Константина с представителями тех же вер: мусульманами-агарянами, иудеями в Хазарии и католиками в Венеции. Грек, который произносит при дворе Владимира завершающую вероучительную речь называется Философом: поздние русские летописцы XV века отождествили его с самим Кириллом-Константином. В. Я. Петрухин писал, что речь не может идти об исторической реальности прений о вере в Киеве накануне крещения Руси, однако и отрицать возможность подобного диспута также нет оснований. Можно утверждать, что «прения о вере» относятся к раннему пласту древнерусской летописной традиции. В летописном сюжете иудеи признаются в том, что их земля, Иерусалим, «предана хрестеяномъ».
В XII веке еврейский поэт и философ Иегуда Галеви сделал хазарское обращение фабулой для своего знаменитого апологетического произведения «Книга доказательства и доводов в защиту униженной веры» (сокращённое название «Сефер ха-Кузари» — «Хазарская книга»). Сочинение построено в форме вымышленных диалогов хазарского царя с еврейским мудрецом, в которых излагаются доводы в защиту иудаизма от возражений его противников. В центре внимания Галеви находилась внутриеврейская полемика с караимами и философами-рационалистами. Обсуждение христианства и ислама занимает в книге сравнительно небольшое место. Галеви подчёркивает, что история чудес, сотворённых Богом с израильским народом в библейскую эпоху признается истинной всеми монотеистами.
Позднее в еврейской литературе встречаются ещё несколько произведений, имеющих сюжетом «выбор веры». В 1280 году в Багдаде, который тогда находился под властью монголов, еврейский врач и философ Ибн Каммуна написал по-арабски трактат «Рассмотрение мнений трех вер», в котором последовательно сравнил три монотеистические религии с обсуждением доводов за и против каждой из них. В конце XIII — начале XIV века в Германии был написан анонимный антихристианский трактат «Ницахон Яшан», построенный в форме дискуссий по поводу различных мест в Библии. В качестве вставной новеллы туда включён рассказ-анекдот об испытании вер неким императором. С целью выбрать из трёх религий лучшую, император предложил мусульманину, христианину и иудею перейти из своей веры в любую из двух других на выбор, либо принять смерть. Умереть за веру согласился только иудей. Христианин и мусульманин оба выбрали перейти в иудаизм.

### Византийская империя
Очередную масштабную попытку обращения евреев в христианство предпринял византийский император Василий I. Согласно автору книги V компилятивной хроники Продолжателя Феофана, которым, вероятно, был его внук Константин VII, это произошло около 873 или 874 года. Из других источников известно, что в правление Василия происходили диспуты между евреями и христианами и имели место гонения.

### Западная Европа
Dialogus contra Iudaeos крещённого еврея Педро Альфонсо, написанный в 1109/1110 годах, имеет ряд необычных для своего времени характеристик, поскольку, хотя он и возвращается к традиционным литературным формам и стратегиям, но комбинирует их по-новому. Незадолго до Педро Альфонсо последователь Ансельма Кентерберийского Гилберт Криспин написал Disputatio inter Iudeum et Christianum, но остаётся неясным, знал ли Педро Ансельма и его школу. Вымышленный диалог происходит между двумя «я» одного и того же человека, новообращённого Петруса Альфонса, бывшего Моисея Иудейского.

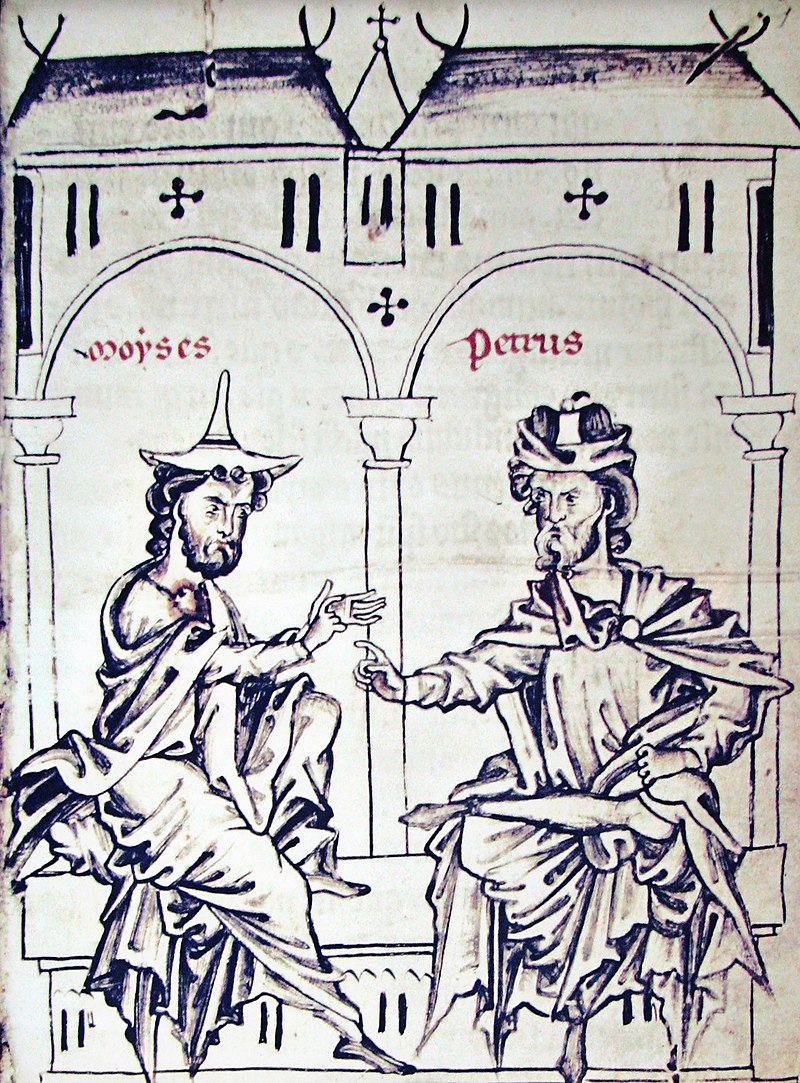
Диалог между иудеем Моисеем, изображённым в специальном еврейском колпаке, и христианином Петром, бельгийская рукопись, XIII век

Этот диалог знаменует новый и важный этап в истории еврейско-христианских интеллектуальных отношений. Отмечается введение автором талмудического материала в христианский дискурс об иудаизме, его акцент на доказательстве своих положений посредством рациональной аргументации (sola ratione). Если ранее христиане утверждали, что евреи слепо следуют старому Закону, то Петрус выдвинул другую идею, что евреи заменили его на новый и еретический закон — закон Талмуда. По его мнению, лидеры иудеев сознательно и преднамеренно сбивают свою паству с пути истинного, намеренно лгут, чтобы скрыть свой грех убийства Христа, несмотря на то, что, согласно Петрусу, они знают, что он был Сыном Божьим. Петрус утверждал, что Талмуд был написан, чтобы не дать еврейскому народу увидеть, что Иисус был Сыном Божьим.
Временами в раннем Средневековье случались и публичные диспуты. Примерами являются диспут епископа Григория Турского и еврейского купца Приска в 581 году, инициированный и проходивший в присутствии короля Хильперика, а также диспут Вестминстерского настоятеля Гилберта Криспина против некого еврейского учёного из Майнца около 1091 года, и др.
Однако только с XIII века, когда в связи с возникновением ордена доминиканцев и развитием схоластики диспут как таковой стал основным методом учёных изысканий, иудейско-христианские диспуты становятся ведущей формой религиозной полемики между этими двумя религиями. Организаторами публичных религиозных диспутов, начиная с Парижского диспута в 1240 году, часто становились доминиканцы. В XIII веке были организованы диспуты между иудеями и перешедшими в христианство евреями, которые проводились в торжественной обстановке в присутствии царственных особ и верхушки христианского духовенства. Из диспутов, которые имели место в Средние века, только по трём сохранились подробные записи: Парижский диспут 1240 года, Барселонский диспут 1263 года и Тортосский диспут 1413—1414 годов. Самым известным стал Барселонский диспут 1263 года, в том числе из-за выдающей личности Нахманида.
Первый такой диспут состоялся в 1240 году в Париже между крещёным евреем Николаем Донином и Иехиэлем бен Иосефом Парижским, предметом стал Талмуд. Сторона христиан провела диспут в форме судебного разбирательства, на которое евреев вызвали защищать их заблуждения. Суд завершило сожжение Талмуда.
В 1263 году в королевском дворце в Барселоне в присутствии короля Хайме I Завоевателя прошёл диспут, где христиан представлял крещёный еврей Пабло Кристиани, иудеев — рабби Моше бен Нахман (Нахманид). Центральным вопросом стала концепция Мессии: имеет ли он божественную или человеческую природу, явился он или ещё нет. Нахманид получил разрешение свободно высказать свою позицию и заявил, что Иисус не может являться Мессией, поскольку после его появления в мире продолжаются войны, хотя согласно библейским пророчествам, приход Мессии положит им конец. Этот традиционный иудейский аргумент в споре с христианами он дополнил тем, что войны не только не прекратились, но, напротив, они стали неотъемлемой частью христианского мира. Нахманид, обращаясь к королю, заявил, что христианство с его учением, согласно которому Бог, будучи творцом мира, стал зародышем во чреве еврейки, затем родился, вырос, его схватили враги, он был приговорён к смерти и казнён, — противоречит разуму и природе вещей, а библейские пророки никогда подобного не говорили. Диспут прекратили на четвёртый день по инициативе христианского духовенства, которое опасалось поражения. Инквизиция потребовала, чтобы Нахманид представил письменное изложение его тезисов.
В сравнении с Парижским Барселонский диспут представлял собой именно дебаты, а не инквизицию. Однако даже в Барселоне дискуссия велась далеко не на равных условиях. В контексте городской жизни всегда существовала возможность насилия. Нахманид несмотря на все гарантии безопасности, которые были ему даны, позже подвергался преследованию со стороны доминиканцев, из-за того, что он написал отчет о диспуте, но ему удалось спастись.
Последним из череды этих грандиозных зрелищ стал диспут в Тортосе, прошедший в 1413—1414 годах. Христианская сторона возглавлялась крещёным евреем Херонимо де Санта-Фе (Иехошуа Лорки), который до крещения был выдающимся иудейским полемистом. Несмотря на неблагоприятные условия после массового убийства евреев в Испании в 1391 году, иудейская сторона диспута, в том числе Иосеф Альбо, который оставил отчёт об этой полемике, открыто защищала свою позицию. В плане масштаба и великолепия, диспут в Тортосе был самым крупным. Вместо того, чтобы длиться несколько дней, этот диспут продолжался в течение двадцати одного месяца, в шестьдесят девять сессий. Вместо того, чтобы быть отмеченным, с христианской стороны, в кратком коммюнике, он был зафиксирован в объёмных протоколах, которые велись сессия за сессией папским нотариусом и составили более 600 страниц в издании Пасиоса Лопеса (1957). С еврейской стороны он отражён в значительно более коротком отчёте, написанном Бонастрюком Десмальтресом, одним из его участников.
Парижский диспут демонстрирует менее развитую стратегию, с христианской стороны, атаки на иудаизм, чем Барселонский и Тортосский диспуты. В Париже проводилась односторонняя атака против Талмуда. В рамках более поздних диспутов атака была двойной: на Талмуд в сочетании с выдвижением Талмуда в качестве источника доказательств истинности христианства. Это противоречие христианская сторона пыталась снять через двухуровневую теорию Талмуда, несколько похожую по структуре на современные критические теории древних текстов.

## Новое время
Позднее, по мере утраты диспутом роли основного метода ведения учёной полемики, иудейско-христианские диспуты становились периферийным явлением. В XV веке они эпизодически проводились в Германии, временами происходили при ренессансных дворах в Италии. Первый диспут в условиях равенства оппонентов произошёл в 1686 году в Нидерландах между Ицхаком Оробио де Кастро и Филиппом ван Лимборхом. В 1757 году в Каменце и в 1759 году во Львове в присутствии местного духовенства и знати состоялись диспуты между сторонниками Якова Франка и наиболее видными раввинами еврейской общины. В Каменце раввинами, которых местный епископ обязал участвовать в диспуте, оспаривалась идея франкистов, что в Талмуде имеется оскорбление христианской веры, а также отвергли утверждение, что книга Зоар, приверженцами которой называли себя франкисты, содержит учение, которое близко к христианству. Франкисты были объявлены епископом победителями, на общину им был наложен денежный штраф. Талмуд епископ присудил сжечь. Во Львове франкисты выступали с идеей, что согласно Талмуду евреям разрешено проливать христианскую кровь и для истинного понимания Бога нужно принять католичество. Благодаря умелой защите львовский раввин Хаим Кохен Раппопорт смог доказать безосновательность кровавого навета, но по остальным вопросам католические судьи объявили победителями франкистов.
Особое место в истории диспутов занимает прошедший в январе 1933 года диспут Карла Людвига Шмидта против Мартина Бубера. Бубер противопоставил нацистскому антисемитизму универсалистский гуманизм, что превратило диспут из полемического спора в открытый диалог.